# 브라이스 디윗
브라이스 셀리그먼 디윗(영어: Bryce Seligman DeWitt, 1923년 1월 8일~2004년 9월 23일)은 미국의 이론물리학자이다. 양자 중력을 연구하였다.

## 생애
1923년 캘리포니아주 디누바(Dinuba)에서 태어났다. 본명은 칼 브라이스 셀리그먼(영어: Carl Bryce Seligman)이었으나, 이후 1950년에 아버지의 요청에 따라 어머니의 성 디윗(영어: DeWitt)을 붙여 사용하였다.
학사·석사·박사 학위를 모두 하버드 대학교에서 수여받았다. 박사 학위는 1950년에 줄리언 슈윙거 아래서 수여받았다. 이후 프린스턴 고등연구소·노스캐롤라이나 대학교 채플힐·텍사스 대학교 오스틴에서 교수로 있었다.
2004년 텍사스주 오스틴에서 사망하였다.

## 참고 문헌
- Deutsch, David; Christopher Isham, Gregory Vilkovisky (2005). “Bryce Seligman DeWitt”. 《Physics Today》 (영어) 58 (3): 84. Bibcode:2005PhT....58c..84D. doi:10.1063/1.1897570.